# Latebraria errans
Latebraria errans là một loài bướm đêm trong họ Erebidae.